# Mountsorrel
Mountsorrel è un paese di 6 000 abitanti della contea del Leicestershire, in Inghilterra.